# Associazione Sportiva Dilettantistica Gioiese 1918
Maillots
L'Associazione Sportiva Dilettantistica Gioiese 1918, plus couramment abrégée en ASD Gioiese, est un club italien de football fondé en 1918 et dans la ville de Gioia Tauro, en Calabre.
Le club joue ses matchs à domicile au stade Pasquale-Stanganelli, doté de 7 000 places.

## Histoire
Le club est fondé en 1918 sous le nom d'Unione Sportiva Gioiese, qui participe tout d'abord aux championnats régionaux jusqu'en 1927.
Le premier terrain de jeu du Gioiese, utilisé tout au long des années 1920, était un terrain situé dans la localité de Gagliano, dans une zone actuellement occupée partiellement par le cinéma Politeama.
En 1934 est construit le nouveau stade municipal dans le quartier Stazione, plus tard nommé d'après Cesare Giordano.
Après la Seconde guerre mondiale, le club se ré-affilie à la FIGC et réintègre la quatrième division nationale. Il parvient à se qualifier pour la Serie C (troisième division) en 1946-47.
En 1953, le club adopte ses couleurs actuelles, le violet. Il remporte le premier trophée de son histoire en 1966 avec la Coupe de Calabre. Deux ans plus tard, le club fusionne avec l'Amatori Calcio pour former l’Associazione Calcio Gioiese (qui retrouve la D4 en 1971-72).
En 2000, le club emménage dans un nouveau stade, le Stade polyvalent (qui portera plus tard le nom de Stade Pasquale Stanganelli), qu'il occupe encore actuellement.
Le club (devenu entre-temps le Gruppo Sportivo Gioia Tauro) cesse son activité en 2003, accablé de dettes. Il est refondé peu de temps après.

## Palmarès
| Compétitions nationales |
| --- |
| - Championnat d'Italie D4 (1) : - Champion : 1981-82 (Gr. 1). - Vice-champion : 1973-74 (Gr. 1). - Championnat d'Italie D5 (2) : - Champion : 1993-94 et 2012-13. |

## Personnalités du club

### Présidents du club
| - Ugo Battaglini (1928) - Cordopatri (1947 - 1948) - Bruno (1952 - 1953) - Petrucci (1954 - 1955) - Pirilli (1955 - 1956) - Marino (1968 - 1969) - Ruggero Musco (1980 - 1981) | - Giuseppe Oliveri (1982 - 1983) - Sorrenti (1994 - 1995) - Macrì (? - 2001) - Giuseppe Oliveri (2001 - 2003) - Beniamino Laganà (2003 - 2004) - Enzo Priolo (2004 - 2005) - Piero Mesiani (2005 - 2007) | - Ferdinando Rombolà (2007 - 2015) - Rosario Schiavone (2015 - 2016) - Alessandro Avella (2016 - 2020) - Nicola Pulimeni (2020 - ) |

### Entraîneurs du club
| - Ferrandino (1948 - 1949) - Parisi & Ferrara (1952 - 1953) - Ferrara & Moschella (1953 - 1954) - Moschella & Ivo Buzzegoli (1954 - 1955) - Coppa (1955 - 1956) - Pedullà (1962 - 1963) - Gaj (1965 - 1966) - Franco Scoglio (1971 - 1972) - Del Morgine (1972 - 1973) - Franco Scoglio (1973 - 1974) - Franco Scoglio (1975 - 1976) - Giuseppe Arfuso (1979 - 1980) | - Franco Pavoni (1980 - 1981) - Franco Scoglio (1981 - 1982) - Bruno Jacoboni (1982 - 1983) - Ulderico Sacchella (1983) - Antonio Cerro (1984 - 1985) - Salvatore Babuscia (1986 - 1988) - Gianfranco Cannatà (1993 - 1994) - Antonio Mazzacua (1994 - 1995) - Gianfranco Cannatà (2001 - 2002) - Gianfranco Cannatà & Riccardo Petrucci (2002 - 2003) - Giuseppe Condemi (2003 - 2004) - Ficarra & Massimo Cambrea (2004 - 2005) - Mario Dal Torrione (2006 - 2008) | - Mario Dal Torrione & Graziano Nocera (2008 - 2009) - Graziano Nocera (2009 - 2011) - Graziano Nocera & Mario Dal Torrione (2011 - 2012) - Mario Dal Torrione (2012 - 2014) - Mario Dal Torrione & Franco Viola (2014 - 2015) - Nino Leonardis (2015 - 2016) - Rolando Megna & Domenico Mammoliti (2016 - 2017) - Domenico Mammoliti (2017 - 2019) - Domenico Mammoliti & Giuseppe Ficarra (2017 - 2019) - Giuseppe Ficarra (2020 -) |